# 安提诺座

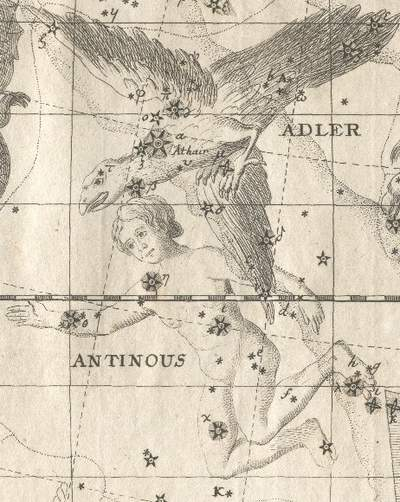
约翰·波得在1782年出版星图 Vorstellung der Gestirne 中的安提诺座(下)和天鹰座(上)

安提诺座（拉丁语：Antinous）是一个已经被废除的星座。公元132年由罗马帝国皇帝哈德良创建，以纪念他的同性恋人，公元130年在尼罗河落水身亡的希腊美男子安提诺乌斯。
安提诺座在后来的星图中有时候做为一个独立星座存在，有时候被合并到天鷹座中。如丹麦天文学家第谷在编写他的星表时就将安提诺座当做独立星座。直至1930年國際天文聯會公布的星座方案后，安提诺座才正式被废弃。现在为天鷹座的一部分。
安提诺座位于天鹰座南面，在古星图中常被描绘成被鹰（天鹰座）抓起的少年，这其实是将安提诺乌斯和伽倪墨得斯混淆了。